# مدرسه عثمانیه
مدرسه عثمانیه (انگلیسی: Al-Uthmaniyah Madrasa) مدرسه تاریخی در حلب، سوریه است.